# Park Chang-woo
Park Chang-woo (박창우?; Gumi, 1º marzo 2003) è un calciatore sudcoreano, difensore del Busan IPark.

## Carriera

### Club
Ha iniziato la sua carriera calcistica nel Jeonbuk Hyundai dove ha debuttato il 23 aprile 2023 nell'incontro di K League 1 vinto 1-0 contro il Jeju SK.
Il 1º gennaio 2025 è stato acquistato dal Busan IPark.

### Nazionale
Nel maggio del 2023 è stato convocato dalla Corea del Sud Under-20 per disputare il campionato mondiale Under-20.

## Statistiche

### Presenze e reti nei club
Statistiche aggiornate al 3 gennaio 2025.
| Stagione        | Squadra         | Campionato      | Campionato | Campionato | Coppe nazionali | Coppe nazionali | Coppe nazionali | Coppe continentali | Coppe continentali | Coppe continentali | Altre coppe | Altre coppe | Altre coppe | Totale | Totale | Totale |
| Stagione        | Squadra         | Comp            | Pres       | Reti       | Comp            | Pres            | Reti            | Comp               | Pres               | Reti               | Comp        | Pres        | Reti        | Pres   | Reti   |        |
| --------------- | --------------- | --------------- | ---------- | ---------- | --------------- | --------------- | --------------- | ------------------ | ------------------ | ------------------ | ----------- | ----------- | ----------- | ------ | ------ | ------ |
| 2023            | Jeonbuk Hyundai | KL1             | 15         | 0          | CC              | 1               | 0               | ACL                | 1                  | 0                  | -           | -           | -           | 17     | 0      |        |
| 2024            | Jeonbuk Hyundai | KL1             | 12         | 0          | CC              | 0               | 0               | ACL2               | 5                  | 0                  | -           | -           | -           | 17     | 0      |        |
| Totale carriera | Totale carriera | Totale carriera | 27         | 0          |                 | 1               | 0               |                    | 6                  | 0                  |             | -           | -           | 34     | 0      |        |